# Patrick McDonnell

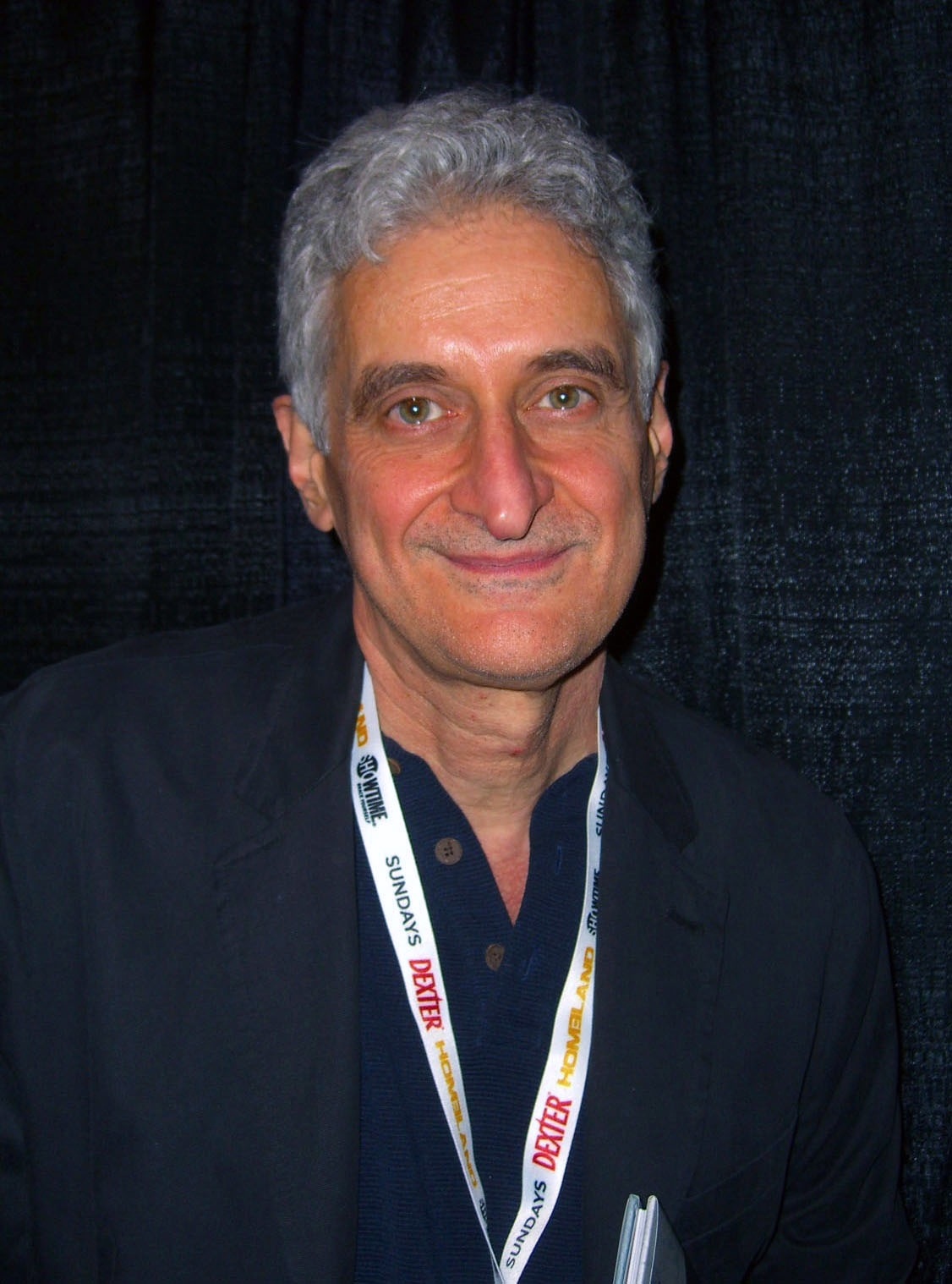
Patrick McDonell (2012)

Patrick McDonnell (* 17. März 1956) ist ein US-amerikanischer Comiczeichner.
McDonnell begann seine Karriere freiberuflich, darunter als Zeichner für die New York Times von 1978 bis 1993. Darüber hinaus veröffentlichten viele Magazine wie Sports Illustrated, Reader’s Digest, Forbes Magazine oder Time  seine Illustrationen. Er zeichnete den monatlichen Comic-Strip Bad Baby für die Zeitschrift Parents. 1994 begann die Veröffentlichung des Comic-Strips Mutts. In den anthropomorphen Geschichten agieren als Hauptdarsteller zwei Haustiere: Mooch, der Kater und Earl, der Hund.
McDonnell und seine Frau leben in Edison (New Jersey) mit ihrem Hund Peanut und ihrer Katze MeeMow. Der Jack Russell Terrier Earl, der 18 Jahre lang als Inspiration für die gleichnamige Mutts-Figur diente, starb 2007.

## Alben
- Mutts Bände 1 – 6 Krüger Comics (1997–1998)

## Preise & Auszeichnungen (Auswahl)
- 1996: Max-und-Moritz-Preis „Bester Comic-Strip“ für Mutts
- 1998: Harvey Award „Best Syndicated Comic Strip“ für Mutts
- 1999: Reuben Award für Mutts